# Dasyboarmia isorropha
Dasyboarmia isorropha là một loài bướm đêm trong họ Geometridae.